# Short Empire
O Short Empire foi um hidroavião de casco, quadrimotor de alcance médio, desenvolvido para transportar passageiros e correio durante os anos 30 e 40. Esta aeronave voava principalmente entre colónias britânicas, porém também prestava serviço de transporte aéreo entre as Bermudas e Nova York. Produzida pela companhia Short Brothers, foi desenvolvida em paralelo com o Short Sunderland, um hidroavião de bombardeamento e patrulhamento marítimo durante a Segunda Guerra Mundial, e o Short Mayo Composite.